# زبيدة ثروت
زبيدة ثروت (14 يونيو 1940 - 13 ديسمبر 2016)، هي ممثلة مصرية، بدأت مسيرتها الفنية عام 1956 في فيلم دليلة ثم شاركت في بطولة فيلم (يوم من عمري) مع عبد الحليم حافظ والذي كان بداية نجوميتها وشهرتها.

## عن حياتها

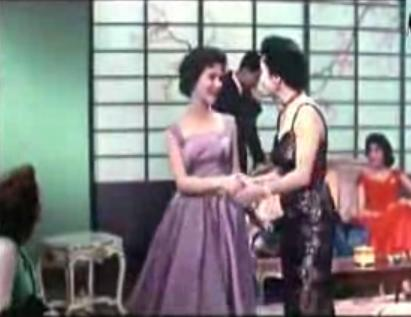
زبيدة ثروت (في وسط الصورة) تصافح شادية في مشهد من فيلم دليلة (أول أفلام زبيدة)

ولدت عام 1940 وكان والدها ضابطاً، أمها حفيدة السلطان حسين كامل، زبيدة هي ثاني شقيقاتها التوأم حكمت، وأخت صلاح، والتوأم علاء و كمال  نجحت في (مسابقة ملكة جمال الشرق) التي أقامتها مجلة الجيل و (مسابقة أجمل عشرة وجوه للسينما) التي أقامتها مجلة الكواكب المصرية، اختارها حسين حلمي المهندس لجمال عيونها ومثلت مع الفنان يحيى شاهين فيلم الملاك الصغير، وهي صاحبة أجمل عيون في السينما المصرية.

كان أول فيلم سينمائي لها هو (دليلة) عام 1956، والذي ظهرت فيه لبضع دقائق مع شادية، وعبد الحليم حافظ، وأجمل أفلامها مع عبد الحليم حافظ بطولة فيلم (يوم من عمري)، أطلق عليها بعض النقاد لقب (ملكة الرومانسية) بعد عرض فيلم (يوم من عمري) مع عبد الحليم حافظ.

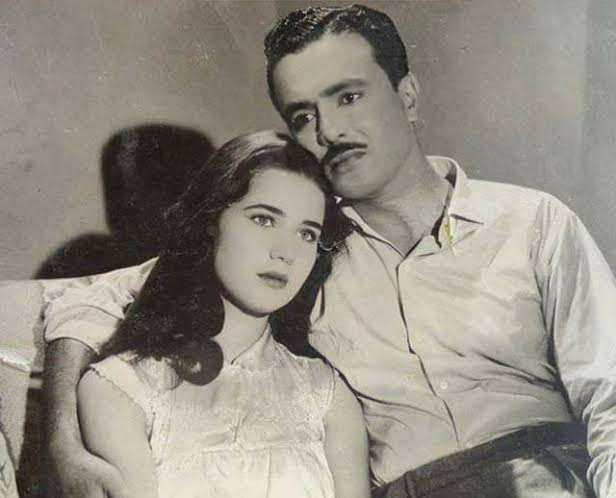
زبيدة ثروت مع صلاح ذو الفقار في مشهد من فيلم إني أتهم

قدمت مجموعة كبيرة من الأفلام مثل (إني أتهم) مع صلاح ذو الفقار إخراج حسن الإمام وأيضًا (نساء في حياتي) مع رشدي أباظة وهند رستم إخراج فطين عبد الوهاب وكذلك (الملاك الصغير) مع يوسف وهبي ويحيى شاهين و (بنت 17) مع أحمد رمزي وزوزو ماضي و (شمس لا تغيب) مع كمال الشناوي إخراج حسين حلمي المهندس، و (في بيتنا رجل) مع عمر الشريف وحسين رياض وحسن يوسف وزهرة العلا وفيلم (زمان يا حب) مع الموسيقار فريد الأطرش.
آخر عمل شاركت فيه كان مسرحية اسمها (عائلة سعيدة جدا) مع الفنان أمين الهنيدي والمنتصر بالله تأليف وإخراج السيد بدير، ومثلت أيضا مسرحية (20 فرخة وديك) وقررت الاعتزال في أواخر السبعينيات بعد فيلم المذنبون إخراج سعيد مرزوق، فازت في (مسابقة أجمل مراهقة) وهي مسابقة نظمتها مجلة الجيل بفارق خمسة آلاف صوت عن الفتاة التي حصلت على المركز الثاني، ونشرت المجلة صورتها على مساحة كبيرة فلفتت أنظار المخرجين والمنتجين بعد بضع سنوات على عملها بالفن التحقت بكلية الحقوق جامعة الإسكندرية.
(لا شيء يهم) عام 1968 مع نور الشريف وتوفيق الدقن إخراج حسين كمال و (زوجة غيورة جدا) مع حسن يوسف إخراج حلمي رفلة وفيلم (أنا وزوجتي والسكرتيرة) مع أحمد رمزي إخراج محمود ذو الفقار، وفيلم (الرجل الآخر) مع صلاح ذو الفقار إخراج محمد بسيوني و (المذنبون) عام 1976 مع سهير رمزي وحسين فهمي وصلاح ذو الفقار إخراج سعيد مرزوق. و (الحب الضائع) مع سعاد حسني ورشدي أباظة ومحمود المليجي إخراج هنري بركات.

## زواجها
زبيدة ثروت تزوجت سنة 1960 ضابطا في البحرية المصرية اسمه إيهاب الغزاوي ثم المنتج السوري صبحي فرحات الذي أنجبت منه بناتها الأربع ثم محمد إسماعيل وآخر أزواجها الممثل عمر ناجي وهي آخر زيجاتها  وصرحت في حوارها الأخير أنها لم تكن تعرف بأن عبد الحليم حافظ قد تقدم لطلب يدها للزواج سوى بعد زيجتها الثانية بفترة، وأوصت بأن تدفن بجوار عبد الحليم حافظ. وبعد اعتزالها الفن، كانت قد اتخذت قراراً بالهجرة إلى الولايات المتحدة الأمريكية، وعاشت هناك لفترة، لكنها عادت مرة أخرى إلى مصر.

## مع من
- اشتركت زبيدة ثروت مع عبد الحليم حافظ في فيلمين الأول في بداية حياتها الفنية عام 1956 وهو فيلم دليلة وأدت بعض المشاهد القليلة والثانى يوم من عمري 1961.
- التقى الفنان صلاح ذو الفقار بالفنانة زبيدة ثروت في 3 أفلام هي: إني أتهم عام 1960، الرجل الآخر عام 1973، المذنبون عام 1975.
- تشارك الفنان رشدي أباظة والفنانة زبيدة ثروت الظهور في 5 أفلام هي: دليلة عام 1956، نساء في حياتي عام 1957، في بيتنا رجل عام 1961، سلوى في مهب الريح عام 1962، الحب الضائع عام 1970
- التقى الفنان حسن يوسف مع الفنانة زبيدة ثروت في 4 أفلام هي: في بيتنا رجل 1961، سلوى في مهب الريح 1962، زوجة غيورة جدا 1965، كيف تتخلص من زوجتك 1969.
- شاركت الفنانة زبيدة ثروت الفنان كمال الشناوى 4 أفلام هي: شمس لا تغيب 1959، عاشت للحب 1959، الرجل الآخر 1973، المذنبون 1975.
- شارك الفنان يوسف شعبان الفنانة زبيدة ثروت 5 أفلام هي: في بيتنا رجل 1961، حادثة شرف 1971، زهرة البنفسج 1972، شمس وضباب 1973، المذنبون 1975.
- غنى لزبيدة ثروت المطرب ماهر العطار في فيلم احترسي من الحب عام 1959 كما غنى لها المطرب عبد الحليم حافظ في فيلم يوم من عمري عام 1961 وغنّى لها المطرب محرم فؤاد في فيلم نصف عذراء عام 1961 وغنّى لها الموسيقار فريد الأطرش بفيلم زمان يا حب عام 1973.

شاركت الفنانة زبيدة ثروت بفيلمين في قائمة أفضل 100 فيلم في ذاكرة السينما المصرية حسب إستفتاء النقاد عام 1996 هما في بيتنا رجل 1961 والمذنبون 1976.

## آخر أعمالها الفنية
تعتبر مسرحية عائلة سعيدة جدا آخر عمل فني شاركت فيه النجمة زبيدة ثروت قبل اعتزالها الفن.

## وفاتها
توفيت ليلة الثلاثاء في 13 ديسمبر 2016، عن عمر ناهز الـ76 عاماً، بعد معاناة مع المرض، حيث كانت تتلقى العلاج بأحد المستشفيات بالقاهرة.

## أعمالها

### الأفلام
| السنة | الفيلم                | الشخصية  |
| ----- | --------------------- | -------- |
| 1956  | دليلة                 | زيزي     |
| 1957  | الملاك الصغير         | ضحى      |
| 1957  | نساء في حياتي         | سناء     |
| 1958  | بنت 17                | صفاء     |
| 1959  | عاشت للحب             | زينب     |
| 1959  | شمس لا تغيب           | سها      |
| 1959  | احترسي من الحب        | ليلى     |
| 1960  | إني أتهم              | نعيمة    |
| 1961  | يوم من عمري           | نادية    |
| 1961  | نصف عذراء             | زينب     |
| 1961  | في بيتنا رجل          | نوال     |
| 1962  | سلوى في مهب الريح     | سلوى     |
| 1969  | زوجة غيورة جدا        | فاطمة    |
| 1969  | كيف تتخلص من زوجتك    | سامية    |
| 1970  | الحب الضائع           | سامية    |
| 1970  | أنا وزوجتي والسكرتيرة | هالة     |
| 1971  | حادثة شرف             | بنات     |
| 1972  | زهرة البنفسج          | حياة     |
| 1973  | شمس وضباب             | عايدة    |
| 1973  | زمان يا حب            | عبير     |
| 1973  | الرجل الآخر           | ضيفة شرف |
| 1974  | الأحضان الدافئة       | مديحة    |
| 1975  | المذنبون              | منى      |
| 1975  | لا شيء يهم            | سناء     |
| 1975  | حبيبي مجنون جدا       |          |
| 1976  | الحب الحرام           | عايدة    |
| 1976  | لقاء هناك             | ليلى     |

### المسرحيات
- مين يقدر علي ريم - 1987 - مسرحية
- عائلة سعيدة جدًا - 1985 - مسرحية
- شهرزاد و 8 ستات - 1978 - مسرحية
- أنا وهي ومراتي - 1978 - مسرحية

### المسلسلات التليفزيونية
- وفاء بلا نهاية
- عذارء البادية

### السهرات التليفزيونية
- حكاية أمام الكاميرا - 0 - سهرة تليفزيونية

### المسلسلات الإذاعية
- رد قلبي - 0 - مسلسل إذاعي
- أفواه وأرانب - 0 - مسلسل إذاعي

### البرامج
- بوضوح - 2014 - برنامج (ضيفة)

## روابط خارجية
- زبيدة ثروت على موقع IMDb (الإنجليزية)
- زبيدة ثروت على موقع الدهليز
- زبيدة ثروت على موقع قاعدة بيانات الأفلام العربية
- زبيدة ثروت على موقع ألو سيني (الفرنسية)
- زبيدة ثروت على موقع قاعدة بيانات الفيلم (الإنجليزية)
- زبيدة ثروت على موقع كينوبويسك (الروسية)